# Альфонсо VI
Альфо́нсо VI (ісп. Alfonso VI; 1042—1109) — король Леону (1065—1109) і Кастилії (1072—1109). Імператор усієї Іспанії (1077—1109). 1085 здобув Толедо, 1086 переможений Альморавідами. Один з героїв пісень і легенд епохи Реконкісти. Прізвисько — Хоробрий (ісп. el Bravo)

## Біографія
Походив з династії Хіменес. Син Фернандо I, короля Кастилії і Леону, й Санчи Леонської. Після смерті батька у 1065 році Альфонсо отримав за заповітом королівства Леон і Астурію.
1067 року розпочалась війна між ним і його старшим братом Санчо II. Останній розбив Альфонсо в двох битвах — при Льянтаді 1068 року та Гальпехарі 1072 року. У другій битві Альфонсо VI потрапив в полон, і брат ув'язнив його в один зі своїх замків.
Через деякий час Альфонсо вдалося втекти, і він знайшов притулок при дворі аль-Мамуна, толедського еміра. Дізнавшись в 1072 року про смерть Санчо II, Альфонсо таємно виїхав з Толедо, і був оголошений королем Кастилії.
Молодшого брата Гарсію, що правив Галісією, у 1072 році він підступом захопив у полон і тримав в строгому ув'язненні до самої його смерті. В результаті Альфонсо VI опанував всім батьківським статком, оголосивши себе королем Кастилії, Леона, Астурії, Галісії та Португалії.
Скориставшись тим, що аль-Мутамід, емір Севільї допомагав брату Гарсії, король почав проти нього війну. Еміру вдалося відвернути навалу християн тільки обіцянкою виплачувати більшу данину. У 1077 році він оголосив себе імператором (цей титул ніхто за межами Піренейського півострова не визнав).
У 1082 році звинувативши мусульман у затримці данини, Альфонсо VI підступив до Севільї і три дні облягав її. Незабаром після цього містяни Толедо вигнали з міста еміра аль-Кадіра. У 1084 році Альфонс повернув йому Толедо, зажадавши за це збільшення данини і передачі деяких фортець.
1085 року, зібравши велике військо (було запрошено чимало французьких феодалів, насамперед бургундців), Альфонсо VI вдруге підступив до Толедо. Після недовгої облоги аль-Кадір погодився капітулювати. 25 травня 1085 року король урочисто в'їхав до стародавньої столиці Вестготського королівства.
Налякані успіхами Альфонсо VI, мусульманські еміри закликали на допомогу Юсуфа, вождя африканських Альморавідів. У жовтні 1086 року в битві при Саграхасі він завдав християнському війську нищівної поразки. Християни зазнали величезних втрат.
У 1108 році Алі ібн Юсуф завдав поразки кастильському війську у битві при Уклес. У цій битві загинув Санчо, єдиний син Альфонсо VI. Втрата ця так вразила короля, що він захворів і 1109 року помер у м. Толедо. Поховано у монастирі Саагун. Владу успадкувала його донька Уррака.

## Родина
1. Дружина — Агнес, донька Вільгельма VIII, герцога Аквітанського
Дітей не було
2. Дружина — Констанс, донька Роберта I, герцога Бургундського
Діти:
- Уррака (1081—1126), королева Кастилії та Леону

3. Дружина — Берта, можливо дочка Вільгельма I, пфальцграфа Бургундського
Дітей не було
4. Дружина — Ізабела Севільська (Зайда), донька Аль-Мунзира, еміра Даньяху, та дружина Абу Насира аль-Фатаха аль-Мамуна, сина Мухаммада ібн Аббада, еміра Ішбілії (Севільї)
Діти:
- Санчо (1093—1108)
- Ельвіра (1100—1135), дружина Рожера II, короля Сицилії
- Санча (1101—1125), дружина графа Родріго Гонсалеса де Лара

5. Дружина — Беатріче 
Діти не було
6. Коханка — Хімена Муньос
Діти:
- Тереза (1083—1130) — леонська інфанта , дружина Генріха Бургундського, графа Португалії.
- Ельвіра (1079—1157), дружина Раймунда IV, графа Тулузького